# Bollendorf-Pont
Bollendorf-Pont (lb. Bollenduerfer Bréck, niem. Bollendorferbrück) – wieś (Uertschaft) we wschodnim Luksemburgu, w kantonie Echternach, w gminie Berdorf. Do 3 października 2015 miejscowość leżała w dystrykcie Grevenmacher. Wieś zamieszkuje 357 osób (1 stycznia 2023).